# Paul Perez
Paul Lusi Perez (nacido en Motootua el 26 de julio de 1986) es un jugador de rugby samoano, que juega de ala para la selección de rugby de Samoa y, actualmente (2015) para los Sharks en el Super Rugby.
Su debut con la selección nacional de Irlanda se produjo en un partido contra Tonga en Nagoya el 5 de junio de 2012.
Ha sido seleccionado para la Copa del Mundo de Rugby de 2015. En el partido contra Japón, que terminó con victoria japonesa 26-5, Perez logró con su ensayo los únicos cinco puntos de su selección.